# Сумская духовная семинария
Сумска́я духо́вная семина́рия — православное духовное учебное заведение Сумской епархии Украинской православной церкви, расположенное в городе Сумы и готовящее церковно- и священнослужителей. Семинарии присвоено имя в честь блаженнейшего митрополита Киевского Владимира.

## История
В 1997 году Сумской епархии было возвращено здание бывшей резиденции сумских архиереев и несостоявшегося Иоанно-Предтеченского мужского монастыря, где под руководством архиепископа Сумского и Ахтырского Ионафана (Елецких) (ныне митрополит Тульчинский и Брацлавский) была начата работа по организации учебного процесса.
19 мая 1998 года Священный Синод Украинской православной церкви открыл Сумское пастырско-богословское духовное училище (СПБДУ).
По словам проректора духовного училища протоиерея Владимира Равлюка:

Открывая Духовное училище, мы ставили перед собой конкретные задачи, связанные с решением кадрового вопроса для приходов Сумской епархии. Недостаток в священнослужителях ощущался весьма остро. Многие приходы, особенно в сельской местности, оставались без пастыря. Существовала опасность захвата этих приходов раскольниками-филаретовцами, активизировались сектанты.

Силами епархии были проведены ремонтные работы, сделана перепланировка помещений, оборудованы читальный и актовый залы, аудитории и др. При училище была организована трапезная.
5 марта 2000 года в здании училища, на втором этаже, был освящен домовый храм во имя праведного Иоанна Кронштадтского и преподобного Симеона Нового Богослова, в котором регулярно совершаются богослужения.
30 ноября 2000 года в Госкомрелигий Украины был зарегистрирован Устав училища.
27 октября 2015 года решением Священного Синода Украинской Православной Церкви Пастырско-богословское духовное училище было преобразовано в духовную семинарию. Ректором назначен архиепископ Сумской и Ахтырский Евлогий (Гутченко).
13 декабря 2015 года, в Неделю 28-ю по Пятидесятнице, день памяти святого апостола Андрея Первозванного, митрополит Киевский Онуфрий (Березовский) освятил помещения новооткрытой семинарии. Поздравление ко дню открытия семинарии направил первоиерарх РПЦЗ митрополит Иларион (Капрал).
В здании семинарии устроена музейная комната памяти предстоятеля УПЦ митрополита Владимира, а ежегодно ко дню рождения Киевского первосвятителя, 23 ноября, решением педсовета принято постановление проводить Владимирские чтения. Кроме того, для студента, который проявит наивысшие успехи в учёбе, установлена персональная стипендия имени Митрополита Владимира (Сабодана).

## Ректоры
- Архиепископ (ныне митрополит) Ионафан (Елецких) (с 1998 - 1999)
- Архиепископ Евлогий (Гутченко) (с 2015)